# Гориня
Гориня (Горинич, Вернигора, Іван Вернигора, Вертогор) — один з трьох богатирів-велетнів (Гориня, Дубиня, Усиня), герой українських і інших слов'янських казок. Володіє неймовірною силою; у казках, порушуючи природу речей, допомагає головному герою, іноді ускладнює його дії. Захоплює гору, несе у лог та верстає дорогу або на мізинці гору качає, гори звертає.

## Етимологія імені
Якщо припустити, що Гориня походить від "горіти", то три богатирі є втіленням трьох стихій: Гориня — вогонь[джерело?], Дубиня — земля, Усиня — вода.

## У переказах
У Літинському повіті на Поділлі розповідали, що колись жив силач Іван Вернигора, який, бувши семи літ від народження, перевертав гори своїм мізинцем. 

## У інших народів

### Росіяни
Росіяни казали, що Гориня копком гори копає.